# Øster Egesborg Sogn
Øster Egesborg Sogn er et sogn i Stege-Vordingborg Provsti (Roskilde Stift).
I 1800-tallet var Øster Egesborg Sogn et selvstændigt pastorat. Det hørte til Bårse Herred i Præstø Amt. Øster Egesborg sognekommune blev ved kommunalreformen i 1970 indlemmet i Langebæk Kommune, der ved strukturreformen i 2007 indgik i Vordingborg Kommune.
I Øster Egesborg Sogn ligger Øster Egesborg Kirke.
I sognet findes følgende autoriserede stednavne:
- Hestofte (bebyggelse)
- Hulebæk Huse (bebyggelse)
- Kulsø Huse (bebyggelse)
- Lekkende (ejerlav, landbrugsejendom)
- Liliendal (ejerlav, landbrugsejendom)
- Lille Skovhuse (bebyggelse)
- Maglehøj (bebyggelse)
- Røstofte (bebyggelse, ejerlav)
- Røstofte Skov (bebyggelse)
- Skovhuse (bebyggelse, ejerlav)
- Skovhuse Skov (bebyggelse)
- Stivænge (bebyggelse)
- Stårby (bebyggelse, ejerlav)
- Tolstrup (bebyggelse, ejerlav)
- Øster Egesborg (bebyggelse, ejerlav)